# Lotta greco-romana ai Giochi della VIII Olimpiade - Pesi massimi
La competizione della categoria pesi massimi (oltre 82,5 kg)di lotta greco-romana dei Giochi della VIII Olimpiade si è svolta dal 6 al 10 luglio 1924 al Vélodrome d'hiver a Parigi.

## Formato
Torneo con eliminazione alla seconda sconfitta. 

## Risultati
| Legenda                               | Legenda |
| ------------------------------------- | ------- |
| Lottatore senza sconfitte             |         |
| Lottatore con una sconfitta           |         |
| Lottatore con due sconfitte Eliminato |         |

### Primo turno
Si è disputato il giorno 6 luglio.
| Atleta          |       | Atleta          | Ris.        |
| --------------- | ----- | --------------- | ----------- |
| Emil Larsen     | batte | Janis Polis     | Ai punti    |
| Jussi Salila    | batte | Mario Giuria    | Per forfait |
| Lucien Pothier  | batte | Jaap Sjouwerman | Schienato   |
| Claes Johanson  | batte | Ottó Szelky     | Ai punti    |
| Henri Deglane   | batte | Poul Hansen     | Ai punti    |
| Jan Sint        | batte | Aleardo Donati  | Schienato   |
| Edil Rosenqvist | batte | Ernst Nilsson   | Ai punti    |
| Edmond Dame     | batte | Franz Mileder   | Ai punti    |
| Rajmund Badó    |       | Riposo          |             |

### Secondo turno
Si è disputato il giorno 7 luglio.
| Atleta          |       | Atleta          | Ris.      |
| --------------- | ----- | --------------- | --------- |
| Rajmund Badó    | batte | Emil Larsen     | Schienato |
| Janis Polis     | batte | Mario Giuria    | Schienato |
| Lucien Pothier  | batte | Jussi Salila    | Ai punti  |
| Ottó Szelky     | batte | Jaap Sjouwerman | Schienato |
| Henri Deglane   | batte | Claes Johanson  | Ai punti  |
| Poul Hansen     | batte | Jan Sint        | Schienato |
| Ernst Nilsson   | batte | Aleardo Donati  | Schienato |
| Edil Rosenqvist | batte | Franz Mileder   | Ai punti  |
| Edmond Dame     |       | Riposo          |           |

### Terzo turno
Si è disputato il giorno 8 luglio.
| Atleta          |       | Atleta         | Ris.      |
| --------------- | ----- | -------------- | --------- |
| Rajmund Badó    | batte | Edmond Dame    | Schienato |
| Emil Larsen     | batte | Jussi Salila   | Ai punti  |
| Janis Polis     | batte | Lucien Pothier | Ai punti  |
| Henri Deglane   | batte | Ottó Szelky    | Ai punti  |
| Ernst Nilsson   | batte | Poul Hansen    | Ai punti  |
| Edil Rosenqvist | batte | Jan Sint       | Ai punti  |
| Claes Johanson  |       |                | DNF       |

### Quarto turno
Si è disputato nei giorni 8 e 9 luglio.
| Atleta          |       | Atleta         | Ris.        |
| --------------- | ----- | -------------- | ----------- |
| Edil Rosenqvist | batte | Edmond Dame    | Ai punti    |
| Rajmund Badó    | batte | Janis Polis    | Per forfait |
| Emil Larsen     | batte | Lucien Pothier | Schienato   |
| Henri Deglane   | batte | Ernst Nilsson  | Ai punti    |

### Quinto turno
Si è disputato nei giorni 9 e 10 luglio.
| Atleta          |       | Atleta       | Ris.     |
| --------------- | ----- | ------------ | -------- |
| Henri Deglane   | batte | Rajmund Badó | Ai punti |
| Edil Rosenqvist | batte | Emil Larsen  | Ai punti |

### Sesto turno
Si è disputato il giorno 10 luglio.
| Atleta        |       | Atleta          | Ris.     |
| ------------- | ----- | --------------- | -------- |
| Henri Deglane | batte | Edil Rosenqvist | Ai punti |

## Classifica finale
| Pos.    | Atleta          | Nazione     | Vittorie | Sconfitte |
| ------- | --------------- | ----------- | -------- | --------- |
| Oro     | Henri Deglane   | Francia     | 6        | 0         |
| Argento | Edil Rosenqvist | Finlandia   | 5        | 1         |
| Bronzo  | Rajmund Badó    | Ungheria    | 3        | 1         |
| 4       | Emil Larsen     | Danimarca   | 3        | 2         |
| 5       | Janis Polis     | Lettonia    | 2        | 2         |
| 5       | Lucien Pothier  | Belgio      | 2        | 2         |
| 5       | Ernst Nilsson   | Svezia      | 2        | 2         |
| 5       | Edmond Dame     | Francia     | 1        | 2         |
| 9       | Jussi Salila    | Finlandia   | 1        | 2         |
| 9       | Ottó Szelky     | Ungheria    | 1        | 2         |
| 9       | Poul Hansen     | Danimarca   | 1        | 2         |
| 9       | Jan Sint        | Paesi Bassi | 1        | 2         |
| 13      | Claes Johanson  | Svezia      | 1        | 1         |
| 14      | Mario Giuria    | Italia      | 0        | 2         |
| 14      | Jaap Sjouwerman | Paesi Bassi | 0        | 2         |
| 14      | Aleardo Donati  | Italia      | 0        | 2         |
| 14      | Franz Mileder   | Austria     | 0        | 2         |